# Druk zielony
Druk zielony – termin powszechnie używany dla określenia druku z rozwiązaniami prośrodowiskowymi.
Przykłady
- W druku ploterowym, wielkoformatowym używane są atramenty solwentowe, wydzielające szkodliwe lotne substancje organiczne (VOC − volatile organic compounds). Zastąpienie solwentu ekosolwentem likwiduje opary i nieprzyjemny zapach, a także daje korzyści ekologiczne i zdrowotne[2].
- Druk kopert i dokumentów niewymagających najwyższej jakości na papierze pochodzącym z recyklingu.